# Јанковићи (породица)
Јанковићи, раније Ђурђевићи воде порекло од Јанка Ђурђевића члана Правитељствујушчег совјета за смедеревску нахију и члана Великог земаљског суда (Врховног суда) и његовог сина Пауна Јанковића заступника кнежевског представника (вд. председника) 6. владе Србије.

### Јанко Ђурђевић, члан Совјета
Јанко Ђурђевић био је члан Правитељствујушчег совјета за Смедеревску нахију од 1805. године и члан Великог земаљског суда (Врховног суда)
од 1811. Саветовао је Карађорђа да ипак поштеди живот куму Милошу Обреновићу, тадашњем војводи, иако је признао да је учествовао у завери против Карађорђа. Јанко Ђурђевић је родом био из села Коњска, које је касније названо Михајловац, у Подунавској кнежини Смедеревске нахије.

### Паун Јанковић, заст. кнежевског представника
Паун Јанковић, син Јанка Ђурђевића, заступник кнежевског представника (вд. председник) 6. владе Србије, (од 26. априла 1840), школовао се у Русији, књаз Милош га је звао „баћушка“ скраћено „баћа“, што је Пауну Јанковићу постао надимак. Имао је сина Ђуру, и кћерке Марију и Спасенију. Једна од кћерки била је удата за Моју агента бродарског аустријског друштва у Смедереву.

### Ђура П. Јанковић
Ђура П. Јанковић, син Пауна Јанковића, студирао је на Великој школи и потом медицину у Грацу и Бечу. Био је песник и преводилац. Ђура Хервег умро је млад у 24 години живота 1875. године. Имао је ожиљке на лицу од двобоја на којима је учествовао.